# Нутрія
Ну́трія напівводяна (Myocastor coypus) — ссавець, напівводяний південноамериканський гризун із родини щетинцевих (Echimyidae). Довжина тіла 50—85 см, хвіст 30—45 см, маса 6—7,5 кг (зрідка до 12 кг і більше). Задні кінцівки з плавальними перетинками. Волосяний покрив бурувато-коричневий, складається з жорсткої ості й короткого ніжного підшерстя; хвіст із рідкою щетиною. Шляхом селекції виведено різноманітні кольорові форми нутрії. Живиться рослинами. Гнізда влаштовує на воді в густих заростях або риє нори в крутих берегах. Тварина була цінним хутровим звіром.

## Назва
Окрім титульної назви нутрія, у літературі також траплялися назви болотя́ний бобер і койпу.
Myocastor: грец. μῦς ‎(μυός) — «миша» + дав.-гр. κάστωρ (κάστωρος) — «бобер». Слово koypu запозичене з мови мапудунґун, якою розмовляють корінні жителі південної та центральної частини Чилі й південної Аргентини. Нутрія: від ісп. nutria, lutria — «нутрія, видра», від лат. lutra — «видра», споріднене з дінд. udrah — «водяна тварина», псл. та укр. видра.

## Таксономія
Нутрій разом із родом хутія відносили до родини хутієвих (тепер це підродина у складі родини щетинцевих), пізніше класифікували їх належними до власної підродини у складі родини щетинцевих (Echimyidae), тепер же відносять до власної триби в родині щетинцевих.

## Зовнішній вигляд

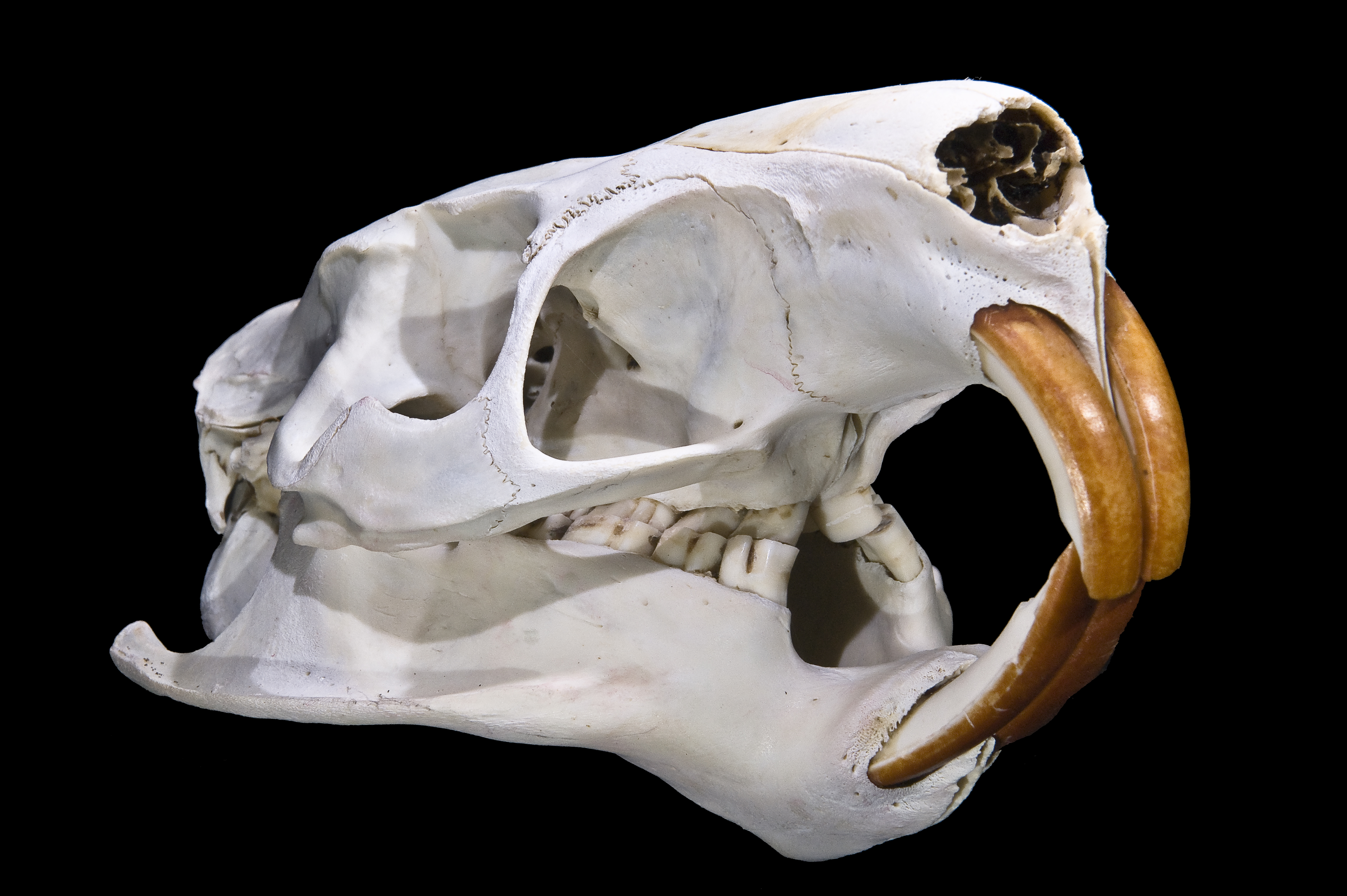
Череп нутрії.

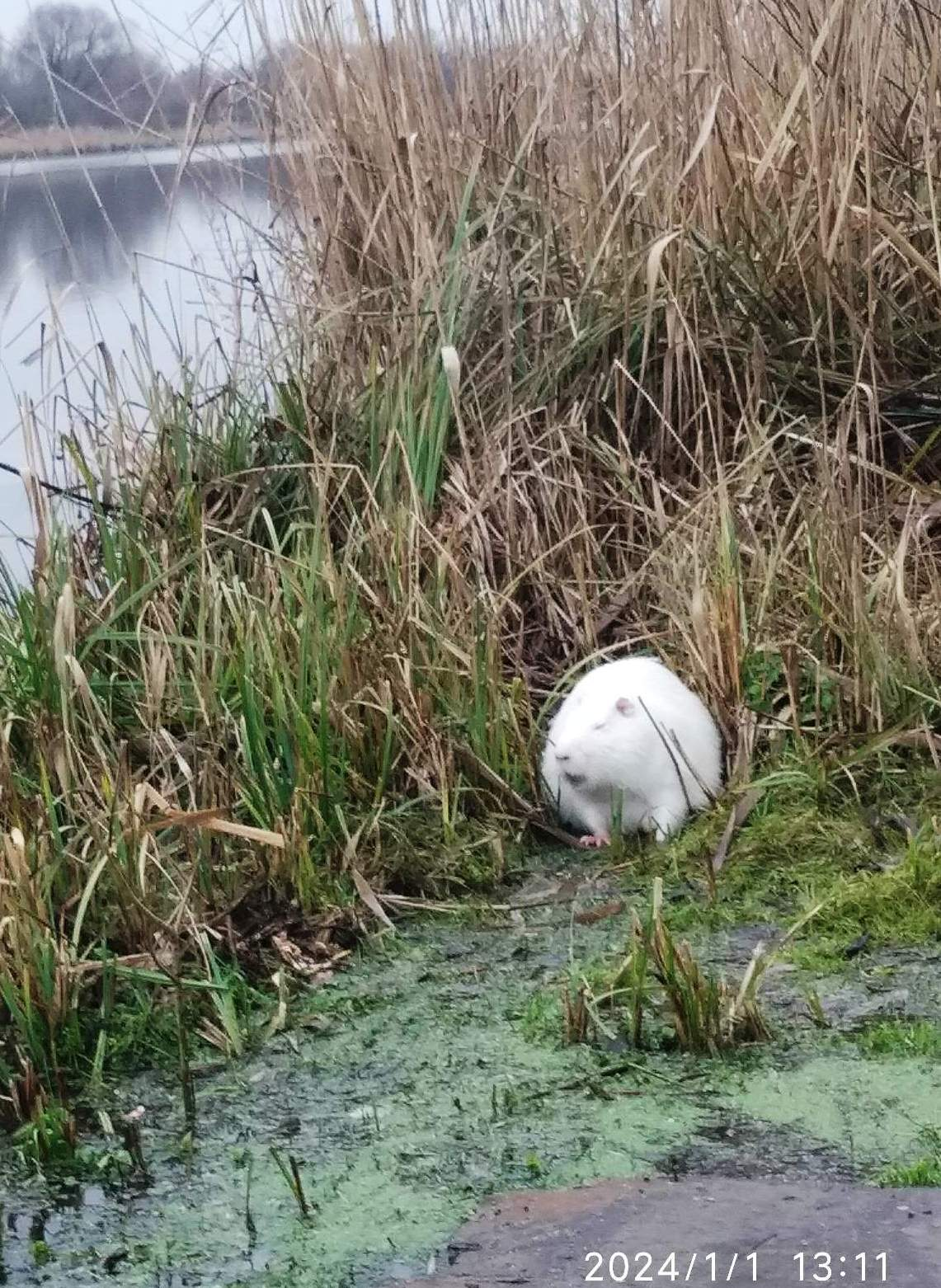
Біла нутрія

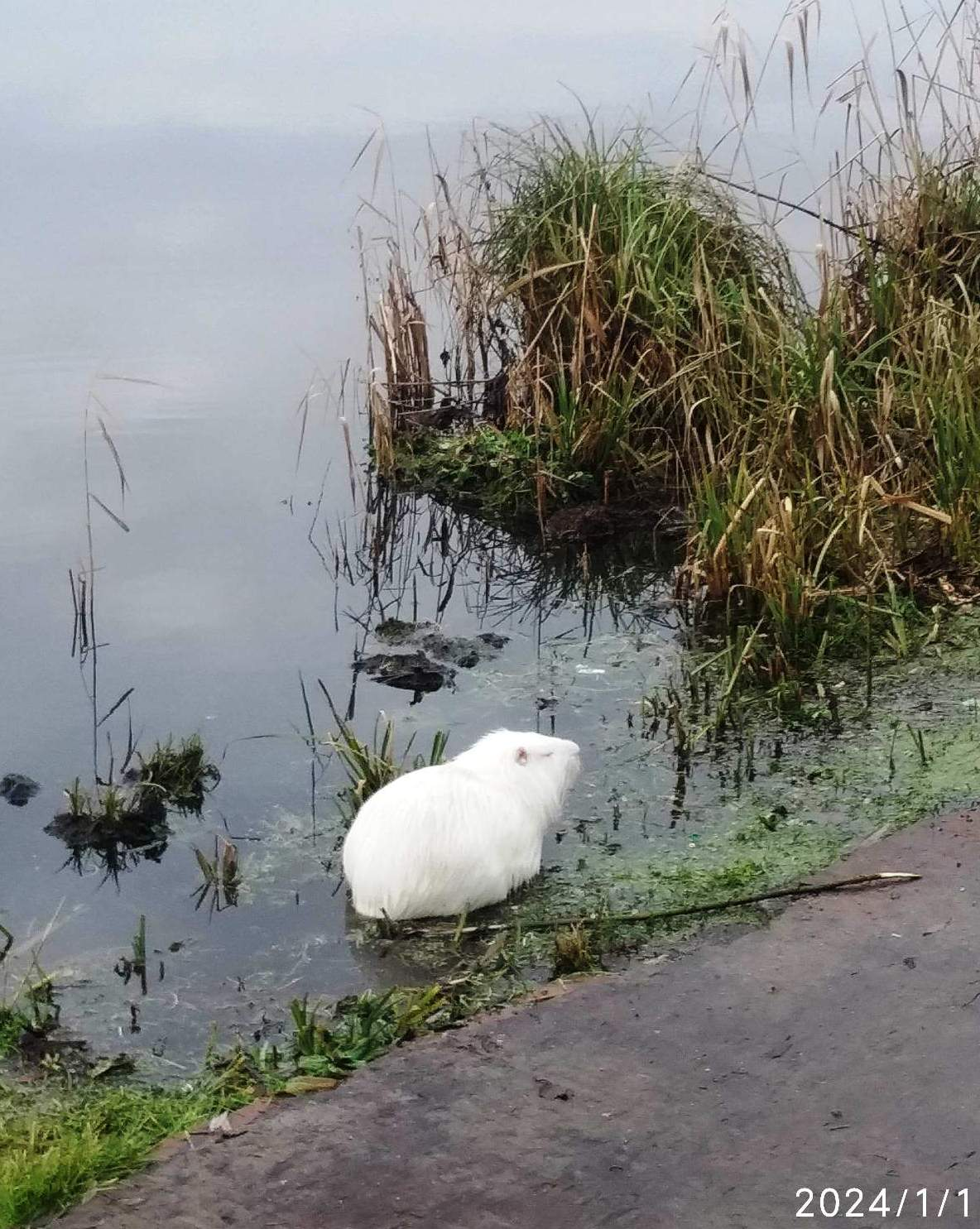
Біла нутрія

Довжина тіла тварини досягає 60 см, хвоста — до 45 см, важить нутрія 5—10 кг, рідко 15 кг. Самці більші за самок.
Конструкція тіла в нутрії важка; голова масивна, з непропорційно малими очима та вухами. Кінцівки відносно короткі. Морда тупа, з довгими вібрисами. Колір здорових різців коливається від яскраво-оранжевого до світло коричневого кольору, і тільки у хворих тварин можуть бути білого, або коричневого.
Будова тіла має ряд анатомічних особливостей, пов'язаних із напівводним способом життя. Наприклад, носові отвори в нутрії забезпечені запірними м'язами та можуть щільно закриватися. Губи розділені спереду і щільно змикаються позаду різців, що дозволяє тварині відгризати рослини під водою, не пропускаючи при цьому воду в ротову порожнину. Між пальцями задніх кінцівок (окрім зовнішнього) наявні перетинки. Хвіст в розрізі круглий, майже позбавлений волосся та покритий лускатою шкірою; під час плавання він слугує кермом. Молочні залози та соски (4—5 пар) розташовані в самок високо по боках, що дозволяє годувати малюків під час плавання в воді.
Хутро в нутрії водонепроникне, складається із довгої грубої ості та густого підшерстку коричнюватого кольору. По боках хутро світліше, із жовтим відтінком. На черевці та на боках воно густіше, ніж на спині, що сприяє кращому збереженню тепла в нижній частині тіла. Дорослі нутрії міняють шерсть поступово протягом року; в середині літа (липень — серпень) та взимку (листопад — березень) цей процес сповільнюється. Найкраще запушення в нутрій з листопада по березень.

## Поширення
Природний ареал нутрії — Південна Америка, від центральної Болівії та південної Бразилії до Вогняної Землі. Ця напівводна тварина населяє болота, краї озер, повільні потоки, особливо в районах з ви́ринулою або соковитою рослинністю вздовж берегів. Це головним чином низинна тварина, але може досягати 1190 метрів у Андах. Хоча переважно віддає перевагу прісній воді, населення Архіпелагу Чонос в Чилі трапляється в солонуватій і солоній воді. У результаті втечі з хутрових ферм, зараз трапляється в Європі, Азії та Північній Америці.
Нутрія здатна переносити морози до —35 °C, але для проживання в холодному кліматі в цілому не пристосована: під час морозів основним незахищеним органом є хвіст, який може обмерзати, що призводить до зараження та смерті. Під час суворих зим нутрії можуть вимирати в цілих регіонах, але потім при помірно теплих зимах знову розширювати ареал проживання.
Нутрія — чужорідний вид, що трапляється в Україні переважно в місцях штучного утримання й розведення, проте демонструє тенденцію до натуралізації. За даними авторів статей «Дніпро» і «Південний Буг» Вікіпедії, її популяції є в цих ріках.

## Спосіб життя та живлення

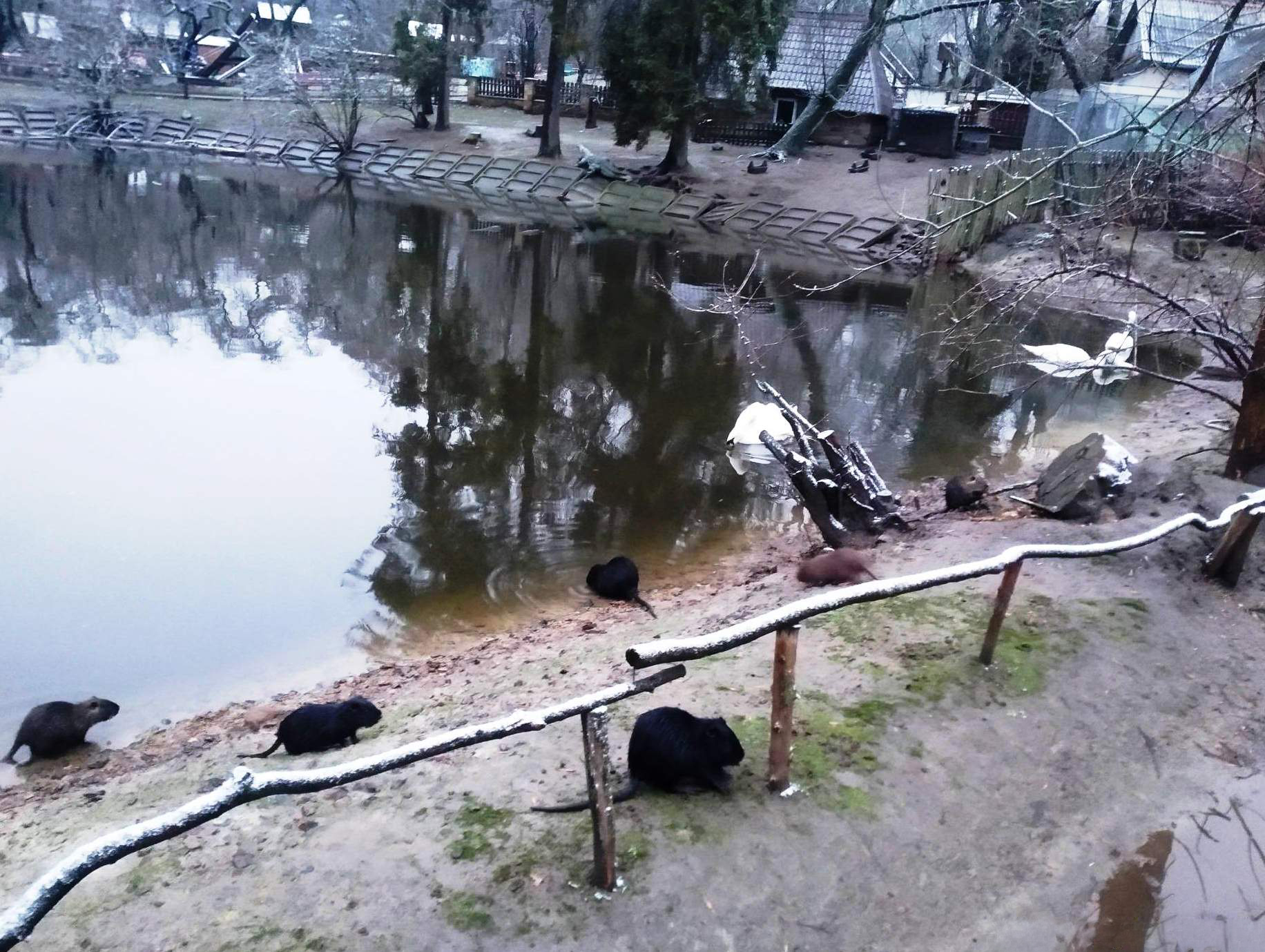
Нутрії в зоопарку міста Рівне.

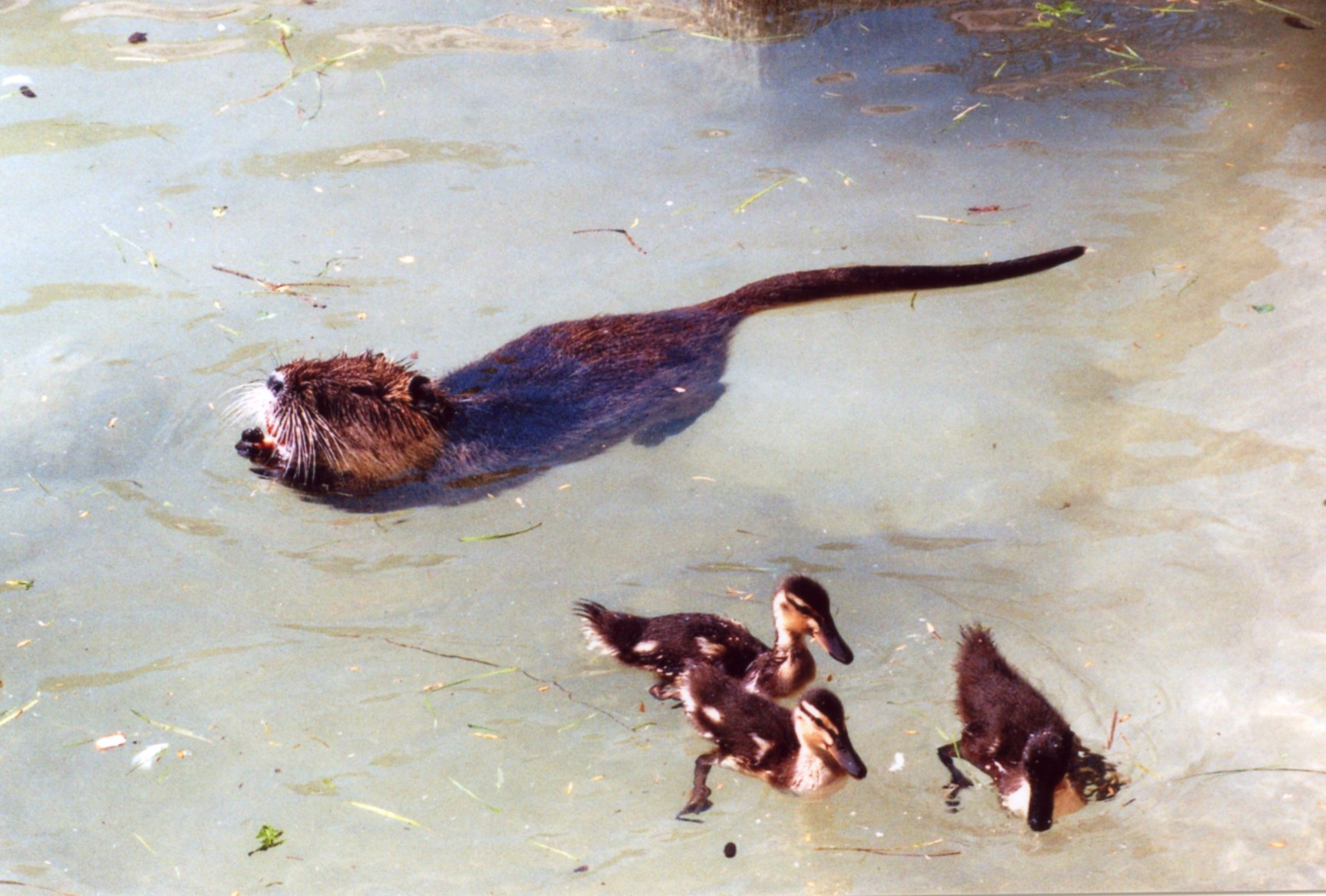

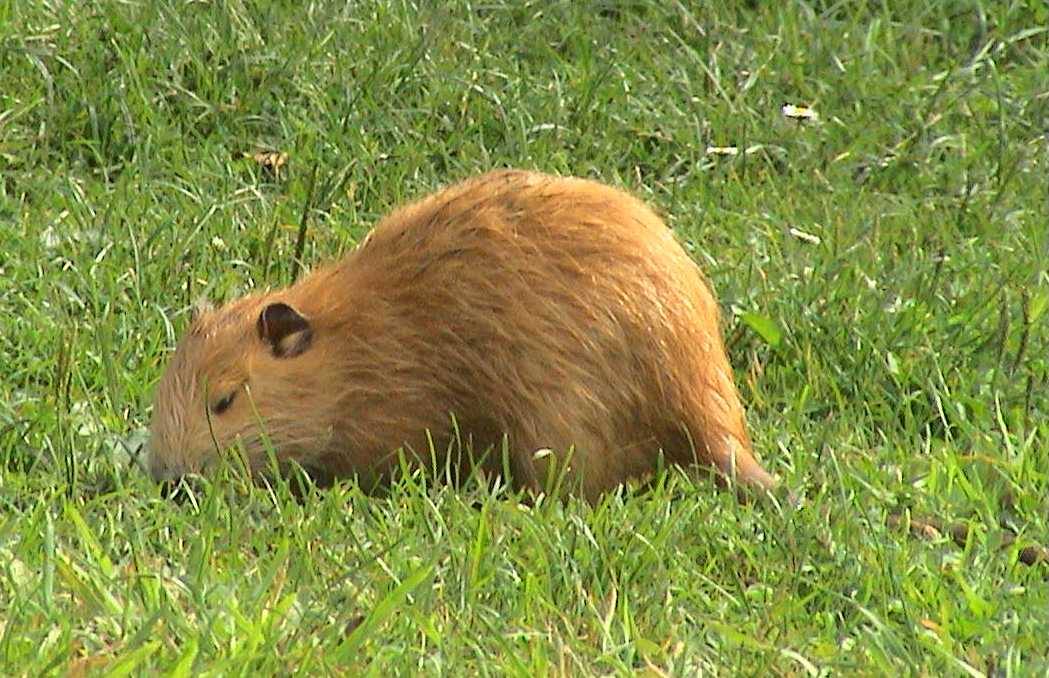
Нутрія-альбінос.

Нутрія, яка живе в Наварійському водосховищі.

У природних умовах активна в основному вночі. Живиться нутрія кореневищами, стеблами та листям очерету та рогозу. Додатковий корм складає водяний горіх, латаття, рдесник. Тваринні корми (п'явок, молюсків) їсть рідко, виключно при нестачі рослинних.
Нутрія веде напівкочівний спосіб життя, залишаючись на місці при наявності кормів та прихистку. Відпочиває і виховує потомство у відкритих гніздах, які влаштовує на купинах та в густих заростях із зігнутих стебел очерету та рогозу. Але в крутих берегах риє нори — від простих тунелів до складних систем ходів. Схованку нутрії також можна знайти по стежинках, які тваринки протоптують на місці свого проживання. Живуть нутрії групами по 2—13 особини, які складаються із дорослих самиць, їхнього потомства та самця. Молоді самці живуть поодинці.
Нутрія чудово плаває та пірнає. Під водою може знаходитися до 10 хвилин. У спекотні дні вона менш рухлива і зазвичай переховується в тіні. До проживання в напівзамерзлих водоймах не пристосована — не будує житла, яке б захищало від холоду і хижаків, не запасає на зиму кормів, як це робить бобер, ондатра та інші гризуни. Нутрія також погано орієнтується під льодом, пірнувши в ополонку, може не знайти виходу назад і помирає.
В нутрії добре розвинений слух — вона насторожується навіть при невеликому шарудінні. Хоч нутрія здається неповороткою тваринкою, вона доволі швидко бігає скоком, але швидко втомлюється. Зір та нюх розвинені гірше.

## Розмноження
Нутрія здатна розмножуватися цілий рік і при цьому досить плодовита. Якщо самці активні постійно і можуть злучатися із самицею в будь-яку пору року, то в самиць активність проявляється періодично через 25—30 днів. Тривалість тічки від 2 до 4 днів. Від однієї нутрії можна отримати 2—3 приплоди на рік, зазвичай навесні та влітку.
Вагітність триває 127—137 днів; у виводку 4—5, іноді більше. Новонароджені щенята зрячі, покриті шерстю, з прорізаними різцями, можуть бігати, плавати, дуже активні. Важать в середньому 175—250 г. Виховуванням потомства займається тільки самиця. Молочне вигодовування продовжується до 8 тижнів; у віці 3—7 місяців настає статева зрілість. Тривалість життя нутрій 6—7 років.

## Розведення нутрій та екологічний вплив
Хутро нутрії з видаленими остюками високо ціниться. Нутрія є об'єктом розведення на тваринницьких господарствах та на фермах. Утримують її головним чином в клітках, які складаються із домівки з видовженим вигулом та басейном з водою. Користуються також напіввільним (у вольєрах) та вільним утриманням. Тваринницькі господарства розводять нутрій не тільки стандартного коричневого забарвлення, а й кольорових — білих, чорних, рожевих, бежевих, золотистих та інших. Забивають їх на шкурку у віці 8—9 міс. М'ясо нутрії їстівне, пісне і з низьким вмістом холестерину, хоча стабільний ринок попиту сформувався тільки в Японії.
Відомі 6 підвидів нутрії, один із яких, Myocastor coypus bonariensis, що проживає в субтропіках, був акліматизований у багатьох країнах світу. Перші ферми для розведення нутрій були засновані в кінці XIX—початку XX ст. в Аргентині; пізніше їх завезли до США, Європи та Азії. В СРСР нутрії з'явилися в 1930—1932 роках, і з 1930 по 1963 р. в південних районах Радянського Союзу було випущено 6270 особин. Акліматизація удалась на Закавказзі в районі Ленкорані, в басейні Нижньої Кури в Грузії, а також в південному Таджикистані.
Нутрія швидко приручається. У країнах колишнього Радянського Союзу ця тварина й досі вирощується на присадибних ділянках. Її також можна утримувати як кімнатну тварину.
У деяких країнах дикі нутрії вважаються тваринами-шкідниками. Це відбулося в країнах та місцевостях, де розведення нутрій виявилося нерентабельним (наприклад у зв'язку зі зниженням попиту на хутро), і в результаті ферми закрилися. Але частині тварин вдалося втекти й вони почали розмножуватися в дикому середовищі. Вони знищують водну рослинність, шкодять зрошувальним системам, дамбам та підривають річкові береги. Також відбувається витіснення місцевих тварин через трофічну конкуренцію.
У Європейському Союзі включено до списку чужорідних інвазивних видів.